# Протекторат Кабинда
Протекторат Кабинда (1 февраля — 30 апреля 1885 года) — кратковременное административно-территориальное образование, появившееся в результате Симуламбукского договора, заключнённого между королевством Португалия с одной стороны и слабеющим бантуязычным государством Нгойо с другой.

## Предпосылки
Последовательное усиление влияния Португалии в этом регионе Африки были уже официально зафиксировано в договорах, заключённых в Чунфуме (1883 г.) и в Чикамбе (1884 г.). Симуламбукский договор явился завершающей стадией процесса создания протектората.

## История
Протекторат явился следствием нараставшего влияния португальского флота к северу от устья реки Конго, низовья которого являлись одним из главных поставщиков рабов в Америку, в первую очередь в Бразилию, хотя на момент заключения договора работорговля была запрещена. Статус протектората, а не колонии, отличал Кабинду от португальской Анголы, расположенной к югу от реки Конго. Соответственно этому, туземное население Кабинды сохранило больше прав и свобод по сравнению с португальскими подданными в Анголе. По договору, Португалия обязалась сохранять целостность территории протектората, а также уважать привычки и обычаи населения Кабинды. Однако, протекторат просуществовал совсем недолго. Уже 30 апреля 1885 года члены Берлинской конференции договорились о передаче отрезка земли на северном берегу реки Свободному государству Конго взамен на ряд территорий, отошедших к Португалии в северо-восточной части Анголы. В результате новой перекройки границ Кабинду от Анголы теперь отделяла не только река Конго, но и участок суши к северу от реки. Кроме этого, члены конференции признали полное право Португалии на владение оставшейся частью территории Кабинды, а также закрепили за последней новый статус колонии Португальское Конго. Туземные вожди продолжали оспаривать правомерность такого понижения статуса региона до уровня колонии с последующим присоединением её к Анголе на всём протяжении португальского контроля.
В 1975 и 2002 годах лидеры местного политического подполья Кабинды проводили попытки объявить независимость Кабинды от остальной Анголы на основе своего первоначального статуса автономного протектората, но оба раза потерпели поражение.